# Zgrupowanie Kuba-Sosna
Zgrupowanie „Kuba” – „Sosna” (od 5 do 8 sierpnia Zgrupowanie „Sienkiewicz”) – zgrupowanie oddziałów bojowych Armii Krajowej walczące w okresie powstania warszawskiego w ramach Grupy AK „Północ” na Starym Mieście.
Zgrupowanie zostało utworzone na Starym Mieście z oddziałów Zgrupowania „Sienkiewicz” oraz oddziałów powstańczych, które pod naporem niemieckich ataków od strony Woli i Muranowa, wycofały się w rejon Starego Miasta. Powstał 1 południowy i 2 zachodni odcinek obrony rozlokowany pomiędzy zgrupowaniami „Radosław” na prawej flance i „Róg” na lewej. 
Zgrupowaniem dowodzili - mjr Olgierd Ostkiewicz-Rudnicki „Sienkiewicz”, od 8 sierpnia płk. Stanisław Juszczakiewicz „Kuba”, następnie od 13 sierpnia mjr Gustaw Billewicz „Sosna”. Szefem sztabu był mjr Tadeusz Grzeszczyński „Zawisza”.

## Struktura organizacyjna zgrupowania
Zgrupowanie podzielone były na odcinki:
- Pododcinek „Gozdawa” – kpt. Lucjan Giżyński „Gozdawa”; Bronił obszaru: ul. Miodowa, pl. Krasińskich, Bank Polski, pl. Teatralny.
  - Batalion „Gozdawa”;
  - Batalion „Łukasiński”;
  - Dywizjon 1806;
  - Kompania Legii Akademickiej NSZ;
  - II dywizjon Zmotoryzowany NSZ;
- Pododcinek wschodni „Zawisza” – dowódca mjr Tadeusz Grzeszczyński „Zawisza” (ranny); od 12 sierpnia kpt. Edward Kozłowski „Edward” (zginął 16 sierpnia); Bronił obszaru w granicach ulic Leszno, Tłomackie, Długa, Gęsia do Franciszkańskiej.
  - Batalion „Chrobry I”;
  - VI Batalion Milicji PPS (przeszedł do odwodu);
  - Batalion Parasol (przeszedł do odwodu);
  - Dywizjon motorowy obszaru AK;
  - Kompania szturmowa P-20 (przeszła do odwodu);
- Pododcinek "Nałęcz" – dowódca por. Stefan Kaniewski "Nałęcz";
  - Batalion KB "Nałęcz"; (od 12 sierpnia w składzie zgrupowania jako odwód), od 13 sierpnia bronił odcinka ul.Rymarska, ul. Leszno.
  - Pluton PKB "Blanka".